# Тамара Мартинович
Тамара Мартинович (серб. Тамара Мартиновић, 1984, Белград, СРС, Югославія) — сербська артистка балету. Вона виконувала ролі в таких театральних мюзиклах, як «Чикаго» та «Поцілуй мене, Кейт» у Театрі Теразіє в Белграді.

## Кар'єра
Мартинович є випускницею балетної школи «Луйо Давичо» в Белграді та студенткою філологічного факультету Белградського університету.
Вона танцювала як у мюзиклах, так і в балетах, зокрема в "Цигани летять у небо, «Поцілуй мене, Кейт», «Чикаго», «Вогні сцени» (Svetlosti pozornice), «Кабаре», «Нові добрі старі часи» (Nova Dobra stara vremena), «Деякі люблять гаряче», «Земля» (Zemlja, Allegado), «La Capinera». Усі вони виконуються в Театрі Теразіє. Тамара також грає головну роль у мюзиклі театру на Теразіях «Марафонці біжать коло пошани», який вперше був поставлений у 2008 році.

## Телебачення
Мартинович виступала на телебаченні зі співаком Здравко Чоличем і танцівником Алексом Єличем.